# Yoiba
Yoiba (kinesiska: 约巴, 约巴乡) är en socken i Kina. Den ligger i den autonoma regionen Tibet, i den sydvästra delen av landet, omkring 600 kilometer nordost om regionhuvudstaden Lhasa. Antalet invånare är 3736. Befolkningen består av 1 803 kvinnor och 1 933 män. Barn under 15 år utgör 21,0 %, vuxna 15-64 år 70 %, och äldre över 65 år 7,0 %.
Genomsnittlig årsnederbörd är 820 millimeter. Den regnigaste månaden är juni, med i genomsnitt 183 mm nederbörd, och den torraste är december, med 3 mm nederbörd.